# Adormitul
Adormitul (titlu original Sleeper) este un film de comedie științifico-fantastic din 1973 regizat de Woody Allen. 

## Povestea
Miles Monroe, un cântăreț de jazz și deținătorul unui magazin alimentar din Manhattan, este congelat în 1973 la spital și se trezește după 200 de ani într-un stat polițienesc. Ca să scape de urmărirea poliției se deghizează într-un android.

## Distribuția
- Woody Allen este Miles Monroe
- Diane Keaton este Luna Schlosser
- John Beck este Erno Windt
- Marya Small este Dr. Nero
- Susan Miller este Ellen Pogrebin
- Mary Gregory este Dr. Melik
- Don Keefer este Dr. Tyron
- Peter Hobbs este Dr. Dean
- John McLiam este Dr. Aragon
- Bartlett Robinson este Dr. Orva
- Chris Forbes este Rainer Krebs
- Brian Avery este Herald Cohen
- Jackie Mason (voce necreditată) este Tailor
- Douglas Rain (voce necreditată) este Evil Computer / Various robot butlers